# 埼玉県立草加西高等学校
埼玉県立草加西高等学校（さいたまけんりつ そうかにしこうとうがっこう）は、埼玉県草加市原町にある全日制、普通科の県立高等学校である。

## 概要
同校は草加市に位置しているが、川口市や越谷市からの通学者も多い。特色として2年次から文系・教育系・福祉系・医療系・理系の5類型制を導入している。特に女子は看護師、児童福祉や福祉関係への進学希望が多い。
2学年、3学年は大幅な選択科目を導入していることから生徒からの評判もよく、進路関係にも大きな影響を与えている。進路相談室には豊富な進路情報誌や常時インターネットに繋げるPCを数台常備しており設備は整っている。また、進路に関して特に知識の深い教員がおり生徒からも非常に評判である。年に数回有能な講師陣を招き進路講話を定期的に行う。
2007年度から制服を一新。今まで校則比較的緩かったが、近年校則が厳しくなりつつある。
隣接していた上野学園大学短期大学部が移転。跡地を大規模な住宅地として住宅が次々と建設されている。
校訓は「正々堂々」である。校章には地元の名産である、クワイがモチーフに用いられている。
普通教室棟3階には、埼玉県立草加かがやき特別支援学校草加分校が設置され、各種行事の共催や交流事業を実施している。弓道部が盛んである。

## 学校行事
毎年恒例の文化祭「西秋祭」を開催。本校生徒配布のチケット制であり、本人直筆の名前のあるチケットがなければ入場できない。
同校の名物として、秋頃に男子16km女子10kmを江戸川河川敷にて走るロードレースが開催される。
毎年春に、草加分校と合同で体育祭が開催される。
さらに、学期末に開催される球技大会などは学年別クラス対抗で毎回盛り上がる。

## 沿革
- 1983年（昭和58年） - 開校
- 2006年（平成18年） - 環境に優しいエコクーラーを全教室に設置
- 2007年（平成19年） - 制服を男女とも一新
- 2008年（平成20年） - 三郷養護学校草加分校（現・草加かがやき特別支援学校草加分校）開校
- 2008年（平成20年） - 弓道場竣工・完成

## 設置学科
・全日制課程　普通科

## 校訓・目指す学校像
「正々堂々」

「人に優しく、自分に厳しく、社会に貢献する人間を育てる学校　〜自らの力で夢を実現できる力を養う〜」

## 制服
男女ともに冬服はブレザー。
令和3年度より女子のネクタイ・スラックスを導入している。

## 部活動

### 現在活動する部活動
| - 運動部 \| - 陸上競技 - バレーボール - バスケットボール（男・女） - ソフトテニス（男・女） - バドミントン（男・女） \| - サッカー - ラグビーフットボール - 卓球 - 野球 - 水泳 - 剣道 - 弓道 - ダンス \| | - 文化部 - 放送 - 美術 - 書道 - 家庭 - 茶道 - 華道 - 演劇 - 吹奏楽 - アニメマンガ - ボランティア |
| - 陸上競技 - バレーボール - バスケットボール（男・女） - ソフトテニス（男・女） - バドミントン（男・女）                                                                                                 | - サッカー - ラグビーフットボール - 卓球 - 野球 - 水泳 - 剣道 - 弓道 - ダンス                    |

### 廃部になった部活動
| - 運動部 - 少林寺拳法 | - 文化部 - 科学 - 将棋 |

## 著名な卒業生
- 山口達也 - 元歌手（元TOKIO）
- 三遊亭楽大 - 落語家
- 諸塚香奈実（中退） - ハロプロエッグ（THE ポッシボー）
- 向後アディソンジェスモンド- プロバスケ選手
- 林家八楽 - 紙切り芸

## 交通
- 東武伊勢崎線新田駅より徒歩25分
- 朝日自動車バス：新田駅東口 → 草加西高校入口バス停より徒歩5分
- 国際興業バス：川口駅東口 → 安行診療所入口バス停より徒歩5分